# Sylvie Josserand
Sylvie Josserand (ur. 23 sierpnia 1968 w Mâcon) – francuska prawniczka, nauczycielka akademicka i polityk, parlamentarzystka.

## Życiorys
W 1988 była zaangażowana w kampanię prezydencką François Mitterranda. Ukończyła studia prawnicze. Podjęła praktykę w zawodzie adwokata, reprezentowała m.in. polityka Zjednoczenia Narodowego Juliena Sancheza. Została też nauczycielką akademicką na Université de Nîmes. W wyborach z czerwca 2024 z ramienia RN uzyskała mandat posłanki do Europarlamentu X kadencji. W następnym miesiącu została wybrana na deputowaną do Zgromadzenia Narodowego. Pod koniec września 2024 odeszła z Europarlamentu.